# Гаити на летних Олимпийских играх 2016
Республика Гаити на летних Олимпийских играх 2016 года была представлена 10 спортсменами в 7 видах спорта. Делегация Гаити на Играх 2016 года стала второй по численности в истории участия страны в Олимпийских играх. Ранее больше спортсменов из Гаити участвовали только в Играх 1976 года, когда в состав сборной вошли 13 спортсменов. Знаменосцем сборной Гаити на церемонии открытия Игр стал борец вольного стиля Аснаг Кастелли, а на церемонии закрытия — легкоатлет Джеффри Джалмис, который пробился в полуфинал бега на 110 метров с барьерами. По итогам соревнований сборная Гаити в тринадцатый раз кряду осталась без олимпийских наград. Последнюю медаль на Олимпийских играх для Гаити завоевал прыгун в длину Сильвио Катор, ставший вторым на Играх 1928 года.

## Состав сборной
Бокс
1. Ричардсон Хитчинс

 Борьба
Вольная борьба
1. Аснаг Кастелли

 Дзюдо
1. Жозуэ Депрес

 Лёгкая атлетика
1. Джеффри Джалмис
2. Даррелл Уэш
3. Мулерн Джин

 Плавание
1. Франс Дорсенвиль
2. Наоми Гран Пьерр

 Тхэквондо
1. Ания Луиссан

## Результаты соревнований

### Бокс
Квоты, завоёванные спортсменами являются именными. Если от одной страны путёвки на Игры завоюют два и более спортсмена, то право выбора боксёра предоставляется национальному Олимпийскому комитету. Соревнования по боксу проходят по системе плей-офф. Для победы в олимпийском турнире боксёру необходимо одержать либо четыре, либо пять побед в зависимости от жеребьёвки соревнований. Оба спортсмена, проигравшие в полуфинальных поединках, становятся обладателями бронзовых наград.
Мужчины
| Категория | Спортсмены        | Первый раунд       | Второй раунд       | Четвертьфинал      | Полуфинал          | Финал              | Место |
| Категория | Спортсмены        | Соперник Результат | Соперник Результат | Соперник Результат | Соперник Результат | Соперник Результат | Место |
| --------- | ----------------- | ------------------ | ------------------ | ------------------ | ------------------ | ------------------ | ----- |
| до 64 кг  | Ричардсон Хитчинс |                    |                    |                    |                    |                    |       |

### Борьба
В соревнованиях по борьбе, как и на предыдущих трёх Играх, будет разыгрываться 18 комплектов наград. По 6 у мужчин в вольной и греко-римской борьбе и 6 у женщин в вольной борьбе. Турнир пройдёт по олимпийской системе с выбыванием. В утешительный раунд попадают участники, проигравшие в своих поединках будущим финалистам соревнований. Каждый поединок состоит из двух раундов по 3 минуты, победителем становится спортсмен, набравший большее количество технических очков. По окончании схватки, в зависимости от результатов спортсменам начисляются классификационные очки.
Единственную олимпийскую лицензию в борьбе сборная Гаити получила по решению трёхсторонней комиссии.
Мужчины
Вольная борьба
| Соревнование | Спортсмены     | Первый раунд       | 1/8 финала         | Четвертьфинал      | Полуфинал          | Финал              | Место |
| Соревнование | Спортсмены     | Соперник Результат | Соперник Результат | Соперник Результат | Соперник Результат | Соперник Результат | Место |
| ------------ | -------------- | ------------------ | ------------------ | ------------------ | ------------------ | ------------------ | ----- |
| до 74 кг     | Аснаг Кастелли |                    |                    |                    |                    |                    |       |

### Водные виды спорта

#### Плавание
В следующий раунд на каждой дистанции проходят спортсмены, показавшие лучший результат, независимо от места, занятого в своём заплыве.
Мужчины
| Дистанция                | Спортсмены       | Предварительный раунд | Предварительный раунд | Предварительный раунд | Полуфинал | Полуфинал | Полуфинал | Финал     | Финал |
| Дистанция                | Спортсмены       | Заплыв                | Результат             | Место                 | Заплыв    | Результат | Место     | Результат | Место |
| ------------------------ | ---------------- | --------------------- | --------------------- | --------------------- | --------- | --------- | --------- | --------- | ----- |
| 50 метров вольным стилем | Франс Дорсенвиль | 1                     | 30,86                 | 85                    |           |           |           |           |       |

Женщины
| Дистанция                | Спортсмены       | Предварительный раунд | Предварительный раунд | Предварительный раунд | Полуфинал | Полуфинал | Полуфинал | Финал     | Финал |
| Дистанция                | Спортсмены       | Заплыв                | Результат             | Место                 | Заплыв    | Результат | Место     | Результат | Место |
| ------------------------ | ---------------- | --------------------- | --------------------- | --------------------- | --------- | --------- | --------- | --------- | ----- |
| 50 метров вольным стилем | Наоми Гран Пьерр |                       |                       |                       |           |           |           |           |       |

### Дзюдо
Соревнования по дзюдо проводились по системе с выбыванием. В утешительные раунды попадали спортсмены, проигравшие полуфиналистам турнира. Два спортсмена, одержавших победу в утешительном раунде, в поединке за бронзу сражались с дзюдоистами, проигравшими в полуфинале.
Мужчины
| Категория | Спортсмены  | 1/32 финала        | 1/16 финала               | 1/8 финала           | Четвертьфинал        | Полуфинал            | Финал                | Место |
| Категория | Спортсмены  | Соперник Результат | Соперник Результат        | Соперник Результат   | Соперник Результат   | Соперник Результат   | Соперник Результат   | Место |
| --------- | ----------- | ------------------ | ------------------------- | -------------------- | -------------------- | -------------------- | -------------------- | ----- |
| до 73 кг  | Жозуэ Депре | не участвовал      | GERИ. Вандтке П 000s1:000 | завершил выступление | завершил выступление | завершил выступление | завершил выступление | 17    |

### Лёгкая атлетика
Мужчины
Беговые дисциплины
| Дисциплина                    | Спортсмен       | Предварительный раунд | Предварительный раунд | Предварительный раунд | Четвертьфиналы | Четвертьфиналы | Четвертьфиналы | Полуфиналы | Полуфиналы | Полуфиналы | Финал | Финал |
| Дисциплина                    | Спортсмен       | Забег                 | Время                 | Место                 | Забег          | Время          | Место          | Забег      | Время      | Место      | Время | Место |
| ----------------------------- | --------------- | --------------------- | --------------------- | --------------------- | -------------- | -------------- | -------------- | ---------- | ---------- | ---------- | ----- | ----- |
| бег на 100 метров             | Даррелл Уэш     |                       |                       |                       |                |                |                |            |            |            |       |       |
| бег на 110 метров с барьерами | Джеффри Джалмис |                       |                       |                       | не проводится  | не проводится  | не проводится  |            |            |            |       |       |

Женщины
Беговые дисциплины
| Дисциплина                    | Спортсмен   | Предварительный раунд | Предварительный раунд | Предварительный раунд | Четвертьфиналы | Четвертьфиналы | Четвертьфиналы | Полуфиналы | Полуфиналы | Полуфиналы | Финал | Финал |
| Дисциплина                    | Спортсмен   | Забег                 | Время                 | Место                 | Забег          | Время          | Место          | Забег      | Время      | Место      | Время | Место |
| ----------------------------- | ----------- | --------------------- | --------------------- | --------------------- | -------------- | -------------- | -------------- | ---------- | ---------- | ---------- | ----- | ----- |
| бег на 100 метров с барьерами | Мулерн Джин |                       |                       |                       | не проводится  | не проводится  | не проводится  |            |            |            |       |       |

### Тхэквондо
Соревнования по тхэквондо проходят по системе с выбыванием. Для победы в турнире спортсмену необходимо одержать 4 победы. Тхэквондисты, проигравшие по ходу соревнований будущим финалистам, принимают участие в утешительном турнире за две бронзовые медали.
Единственную олимпийскую лицензию в тхэквондо стране принесла Ания Луиссан, получившая wild card на участие в Играх в Рио-де-Жанейро.
Женщины
| Категория | Спортсмены   | Первый раунд       | Четвертьфинал      | Полуфинал          | Финал              | Место |
| Категория | Спортсмены   | Соперник Результат | Соперник Результат | Соперник Результат | Соперник Результат | Место |
| --------- | ------------ | ------------------ | ------------------ | ------------------ | ------------------ | ----- |
| до 67 кг  | Ания Луиссан |                    |                    |                    |                    |       |

### Тяжёлая атлетика
Каждый НОК самостоятельно выбирает категорию в которой выступит её тяжелоатлет. В рамках соревнований проводятся два упражнения — рывок и толчок. В каждом из упражнений спортсмену даётся 3 попытки. Победитель определяется по сумме двух упражнений. При равенстве результатов победа присуждается спортсмену, с меньшим собственным весом.
Мужчины
| Категория | Спортсмены    | Вес   | Рывок | Рывок | Рывок | Толчок | Толчок | Толчок | Всего | Место |
| Категория | Спортсмены    | Вес   | 1     | 2     | 3     | 1      | 2      | 3      | Всего | Место |
| --------- | ------------- | ----- | ----- | ----- | ----- | ------ | ------ | ------ | ----- | ----- |
| до 62 кг  | Эдуард Джозеф | 60,20 | 102   | 107   | 112   | —      | —      | —      | DNF   | —     |